# 中野区立江原小学校
中野区立江原小学校（なかのくりつ えはらしょうがっこう）は、東京都中野区にある公立小学校。

## 沿革
- 1952年4月5日 - 開校　中野区立江古田小学校より児童受入及び入学式

## 交通アクセス
- 最寄り駅：都営大江戸線 新江古田駅

## 関連事項
- 東京都小学校一覧